# FIA-GT-Meisterschaft 2002
Die FIA-GT-Meisterschaft 2002 war die sechste Saison der FIA-GT-Meisterschaft.
Der Saisonstart fand am 21. April 2002 in Magny-Cours statt. Das Finale wurde am 20. Oktober in Estoril ausgetragen.
Insgesamt wurden zehn Rennen an Rennwochenenden in Frankreich, Großbritannien, Tschechien, Spanien, Schweden, Deutschland, Belgien, Italien und Portugal gefahren.
Gesamt- und GT-Sieger wurden der Franzose Christophe Bouchut in einer Chrysler Viper GTS-R mit 49 Punkten. Die N-GT-Wertung gewann der Monegasse Stéphane Ortelli mit 80 Punkten mit einem Porsche 911 GT3-RS.

## Starterfeld
Folgende Fahrer und Teams sind in der Saison gestartet.

### GT-Starterfeld
| Nr. | Fahrer                 | Team                       | Fahrzeug (Motor)                                         | Reifen | Rennwochenende    |
| --- | ---------------------- | -------------------------- | -------------------------------------------------------- | ------ | ----------------- |
| 1   | Christophe Bouchut     | Larbre Compétition-Chereau | Chrysler Viper GTS-R (Chrysler 8.0 l V10)                | M      | alle              |
| 1   | David Terrien          | Larbre Compétition-Chereau | Chrysler Viper GTS-R (Chrysler 8.0 l V10)                | M      | 1–8               |
| 1   | Vincent Vosse          | Larbre Compétition-Chereau | Chrysler Viper GTS-R (Chrysler 8.0 l V10)                | M      | 2, 7, 9, 10       |
| 1   | Sébastien Bourdais     | Larbre Compétition-Chereau | Chrysler Viper GTS-R (Chrysler 8.0 l V10)                | M      | 7                 |
| 2   | Carl Rosenblad         | Larbre Compétition-Chereau | Chrysler Viper GTS-R (Chrysler 8.0 l V10)                | M      | 1, 3–10           |
| 2   | Vincent Vosse          | Larbre Compétition-Chereau | Chrysler Viper GTS-R (Chrysler 8.0 l V10)                | M      | 1, 3–6, 8         |
| 2   | Jean-Luc Chéreau       | Larbre Compétition-Chereau | Chrysler Viper GTS-R (Chrysler 8.0 l V10)                | M      | 7                 |
| 2   | Jean-Claude Lagniez    | Larbre Compétition-Chereau | Chrysler Viper GTS-R (Chrysler 8.0 l V10)                | M      | 7                 |
| 2   | Didier Defourny        | Larbre Compétition-Chereau | Chrysler Viper GTS-R (Chrysler 8.0 l V10)                | M      | 7                 |
| 2   | David Terrien          | Larbre Compétition-Chereau | Chrysler Viper GTS-R (Chrysler 8.0 l V10)                | M      | 9, 10             |
| 2   | Sébastien Bourdais     | Larbre Compétition-Chereau | Chrysler Viper GTS-R (Chrysler 8.0 l V10)                | M      | 10                |
| 3   | Mike Hezemans          | Team Carsport Holland      | Chrysler Viper GTS-R (Chrysler 8.0 l V10)                | P      | alle              |
| 3   | Anthony Kumpen         | Team Carsport Holland      | Chrysler Viper GTS-R (Chrysler 8.0 l V10)                | P      | alle              |
| 3   | Thierry Tassin         | Team Carsport Holland      | Chrysler Viper GTS-R (Chrysler 8.0 l V10)                | P      | 7                 |
| 4   | Fabrizio Gollin        | Team Carsport Holland      | Chrysler Viper GTS-R (Chrysler 8.0 l V10)                | P      | alle              |
| 4   | Luca Cappellari        | Team Carsport Holland      | Chrysler Viper GTS-R (Chrysler 8.0 l V10)                | P      | alle              |
| 4   | Bas Leinders           | Team Carsport Holland      | Chrysler Viper GTS-R (Chrysler 8.0 l V10)                | P      | 7                 |
| 5   | David Hallyday         | Force One Racing           | Ferrari 550 Millennio (Ferrari 6.0 l V12)                | M      | 1–4, 6, 7         |
| 5   | Philippe Alliot        | Force One Racing           | Ferrari 550 Millennio (Ferrari 6.0 l V12)                | M      | 1–4, 6, 7         |
| 5   | François Jakubowski    | Force One Racing           | Ferrari 550 Millennio (Ferrari 6.0 l V12)                | M      | 7                 |
| 5   | Vittorio Zoboli        | Force One Racing           | Ferrari 550 Millennio (Ferrari 6.0 l V12)                | M      | 7                 |
| 5   | David Hallyday         | Force One Racing           | Chrysler Viper GTS-R (Chrysler 8.0 l V10)                | M      | 9, 10             |
| 5   | Philippe Alliot        | Force One Racing           | Chrysler Viper GTS-R (Chrysler 8.0 l V10)                | M      | 9, 10             |
| 7   | Dieter Quester         | RWS Motorsport             | Porsche 911 GT (Porsche 3.9 l Flat-6)                    | P      | 1–3               |
| 7   | Luca Riccitelli        | RWS Motorsport             | Porsche 911 GT (Porsche 3.9 l Flat-6)                    | P      | 1–3               |
| 9   | Jean-Pierre Jarier     | Team ART                   | Chrysler Viper GTS-R (Chrysler 8.0 l V10)                | P      | 1–5, 9, 10        |
| 9   | François Lafon         | Team ART                   | Chrysler Viper GTS-R (Chrysler 8.0 l V10)                | P      | 1, 2, 4, 5, 9, 10 |
| 9   | Olivier Beretta        | Team ART                   | Chrysler Viper GTS-R (Chrysler 8.0 l V10)                | P      | 3                 |
| 11  | Paul Belmondo          | Paul Belmondo Racing       | Chrysler Viper GTS-R (Chrysler 8.0 l V10)                | P      | 1–8, 10           |
| 11  | Claude-Yves Gosselin   | Paul Belmondo Racing       | Chrysler Viper GTS-R (Chrysler 8.0 l V10)                | P      | 1, 2, 4–7, 9, 10  |
| 11  | Robert Dierick         | Paul Belmondo Racing       | Chrysler Viper GTS-R (Chrysler 8.0 l V10)                | P      | 3                 |
| 11  | Ryō Fukuda             | Paul Belmondo Racing       | Chrysler Viper GTS-R (Chrysler 8.0 l V10)                | P      | 7                 |
| 11  | Boris Derichebourg     | Paul Belmondo Racing       | Chrysler Viper GTS-R (Chrysler 8.0 l V10)                | P      | 8                 |
| 11  | Marc Duez              | Paul Belmondo Racing       | Chrysler Viper GTS-R (Chrysler 8.0 l V10)                | P      | 9                 |
| 12  | Fabio Babini           | Paul Belmondo Racing       | Chrysler Viper GTS-R (Chrysler 8.0 l V10)                | P      | alle              |
| 12  | Marc Duez              | Paul Belmondo Racing       | Chrysler Viper GTS-R (Chrysler 8.0 l V10)                | P      | 1–8               |
| 12  | Boris Derichebourg     | Paul Belmondo Racing       | Chrysler Viper GTS-R (Chrysler 8.0 l V10)                | P      | 7                 |
| 12  | Ni Amorim              | Paul Belmondo Racing       | Chrysler Viper GTS-R (Chrysler 8.0 l V10)                | P      | 9, 10             |
| 14  | Jamie Campbell-Walter  | Lister Storm Racing        | Lister Storm GTM (Jaguar 7.0 l V12)                      | D      | alle              |
| 14  | Nicolaus Springer      | Lister Storm Racing        | Lister Storm GTM (Jaguar 7.0 l V12)                      | D      | alle              |
| 14  | Andy Wallace           | Lister Storm Racing        | Lister Storm GTM (Jaguar 7.0 l V12)                      | D      | 7                 |
| 14  | Eric van de Poele      | Lister Storm Racing        | Lister Storm GTM (Jaguar 7.0 l V12)                      | D      | 7                 |
| 15  | Bobby Verdon-Roe       | Lister Storm Racing        | Lister Storm GTM (Jaguar 7.0 l V12)                      | D      | alle              |
| 15  | John Knapfield         | Lister Storm Racing        | Lister Storm GTM (Jaguar 7.0 l V12)                      | D      | 1–6               |
| 15  | Miguel Ángel de Castro | Lister Storm Racing        | Lister Storm GTM (Jaguar 7.0 l V12)                      | D      | 7, 8              |
| 15  | Justin Law             | Lister Storm Racing        | Lister Storm GTM (Jaguar 7.0 l V12)                      | D      | 7                 |
| 15  | David Sterckx          | Lister Storm Racing        | Lister Storm GTM (Jaguar 7.0 l V12)                      | D      | 7                 |
| 15  | David Warnock          | Lister Storm Racing        | Lister Storm GTM (Jaguar 7.0 l V12)                      | D      | 9, 10             |
| 15  | Ian McKellar           | Lister Storm Racing        | Lister Storm GTM (Jaguar 7.0 l V12)                      | D      | 9, 10             |
| 16  | Gerold Ried            | Proton Competition         | Porsche 911 GT2 (Porsche 3.6 l Turbo Flat-6)             | Y      | alle              |
| 16  | Mauro Casadei          | Proton Competition         | Porsche 911 GT2 (Porsche 3.6 l Turbo Flat-6)             | Y      | 1, 3, 9           |
| 16  | Manfred Jurasz         | Proton Competition         | Porsche 911 GT2 (Porsche 3.6 l Turbo Flat-6)             | Y      | 1                 |
| 16  | Klaus Horn             | Proton Competition         | Porsche 911 GT2 (Porsche 3.6 l Turbo Flat-6)             | Y      | 2                 |
| 16  | Christian Ried         | Proton Competition         | Porsche 911 GT2 (Porsche 3.6 l Turbo Flat-6)             | Y      | 4–10              |
| 16  | Horst Felbermayr       | Proton Competition         | Porsche 911 GT2 (Porsche 3.6 l Turbo Flat-6)             | Y      | 7                 |
| 16  | Horst Felbermayr Jr.   | Proton Competition         | Porsche 911 GT2 (Porsche 3.6 l Turbo Flat-6)             | Y      | 7                 |
| 16  | Raffaele Sangiuolo     | Proton Competition         | Porsche 911 GT2 (Porsche 3.6 l Turbo Flat-6)             | Y      | 10                |
| 17  | Horst Felbermayr       | Proton Competition         | Porsche 911 GT2 (Porsche 3.6 l Turbo Flat-6)             | Y      | 1, 3, 4, 6, 8, 10 |
| 17  | Horst Felbermayr Jr.   | Proton Competition         | Porsche 911 GT2 (Porsche 3.6 l Turbo Flat-6)             | Y      | 1, 3, 4, 10       |
| 17  | Mauro Casadei          | Proton Competition         | Porsche 911 GT2 (Porsche 3.6 l Turbo Flat-6)             | Y      | 6, 8              |
| 17  | Giovanni Caligaris     | Proton Competition         | Porsche 911 GT2 (Porsche 3.6 l Turbo Flat-6)             | Y      | 6                 |
| 17  | Manfred Jurasz         | Proton Competition         | Porsche 911 GT2 (Porsche 3.6 l Turbo Flat-6)             | Y      | 8                 |
| 22  | Enzo Calderari         | BMS Scuderia Italia        | Ferrari 550 GTS Maranello (Ferrari 5.9 l V12)            | M      | 1–5, 7–10         |
| 22  | Lilian Bryner          | BMS Scuderia Italia        | Ferrari 550 GTS Maranello (Ferrari 5.9 l V12)            | M      | 1–5, 8–10         |
| 22  | Frédéric Dor           | BMS Scuderia Italia        | Ferrari 550 GTS Maranello (Ferrari 5.9 l V12)            | M      | 1–4, 7            |
| 22  | Peter Kox              | BMS Scuderia Italia        | Ferrari 550 GTS Maranello (Ferrari 5.9 l V12)            | M      | 7                 |
| 22  | Jean-Marc Gounon       | BMS Scuderia Italia        | Ferrari 550 GTS Maranello (Ferrari 5.9 l V12)            | M      | 8–10              |
| 23  | Andrea Piccini         | BMS Scuderia Italia        | Ferrari 550 GTS Maranello (Ferrari 5.9 l V12)            | M      | alle              |
| 23  | Jean-Denis Delétraz    | BMS Scuderia Italia        | Ferrari 550 GTS Maranello (Ferrari 5.9 l V12)            | M      | alle              |
| 23  | Tomáš Enge             | BMS Scuderia Italia        | Ferrari 550 GTS Maranello (Ferrari 5.9 l V12)            | M      | 3                 |
| 23  | Marco Zadra            | BMS Scuderia Italia        | Ferrari 550 GTS Maranello (Ferrari 5.9 l V12)            | M      | 7                 |
| 23  | Lilian Bryner          | BMS Scuderia Italia        | Ferrari 550 GTS Maranello (Ferrari 5.9 l V12)            | M      | 7                 |
| 24  | Maciej Stańco          | Alda Motorsport            | Porsche 911 GT2 (Porsche 3.8 l Turbo Flat-6)             | D      | 1, 3              |
| 24  | Andrzej Dziurka        | Alda Motorsport            | Porsche 911 GT2 (Porsche 3.8 l Turbo Flat-6)             | D      | 1, 3              |
| 24  | Wojciech Dobrzanski    | Alda Motorsport            | Porsche 911 GT2 (Porsche 3.8 l Turbo Flat-6)             | D      | 1                 |
| 24  | Maciej Marcinkiewicz   | Alda Motorsport            | Porsche 911 GT2 (Porsche 3.8 l Turbo Flat-6)             | D      | 3                 |
| 25  | Kurt Mollekens         | PSI Motorsport             | Porsche 911 Turbo (Typ 996) (Porsche 3.6 l Turbo Flat-6) | D      | 2, 4, 5, 7        |
| 25  | Markus Palttala        | PSI Motorsport             | Porsche 911 Turbo (Typ 996) (Porsche 3.6 l Turbo Flat-6) | D      | 2, 4, 5, 7        |
| 25  | Eric Geboers           | PSI Motorsport             | Porsche 911 Turbo (Typ 996) (Porsche 3.6 l Turbo Flat-6) | D      | 7                 |
| 26  | Peter Cook             | Cirtek Motorsport          | Chrysler Viper GTS-R (Chrysler 8.0 l V10)                | D      | 2                 |
| 26  | Neil Cunningham        | Cirtek Motorsport          | Chrysler Viper GTS-R (Chrysler 8.0 l V10)                | D      | 2                 |
| 26  | Carl Rosenblad         | Cirtek Motorsport          | Chrysler Viper GTS-R (Chrysler 8.0 l V10)                | D      | 2                 |
| 27  | Dominique Dupuy        | DDO                        | Chrysler Viper GTS-R (Chrysler 8.0 l V10)                |        | 4                 |
| 27  | Miguel Barbany         | DDO                        | Chrysler Viper GTS-R (Chrysler 8.0 l V10)                |        | 4                 |
| 28  | Bo Jonasson            | JPS Porsche Racing Team    | Porsche 911 Turbo (Typ 996) (Porsche 3.6 l Turbo Flat-6) | D      | 5                 |
| 28  | Claés Lund             | JPS Porsche Racing Team    | Porsche 911 Turbo (Typ 996) (Porsche 3.6 l Turbo Flat-6) | D      | 5                 |
| 28  | Anders Levin           | JPS Porsche Racing Team    | Porsche 911 Turbo (Typ 996) (Porsche 3.6 l Turbo Flat-6) | D      | 5                 |
| 29  | Henrik Roos            | Henrik Roos Team           | Chrysler Viper GTS-R (Chrysler 8.0 l V10)                | D      | 5, 9              |
| 29  | Magnus Wallinder       | Henrik Roos Team           | Chrysler Viper GTS-R (Chrysler 8.0 l V10)                | D      | 5, 9              |
| 31  | Emmanuel Clérico       | Reiter Engineering         | Lamborghini Diablo GTR (Lamborghini 6.0 l V12)           | P      | 8, 10             |
| 31  | Oliver Gavin           | Reiter Engineering         | Lamborghini Diablo GTR (Lamborghini 6.0 l V12)           | P      | 8                 |
| 31  | Lee Cunningham         | Reiter Engineering         | Lamborghini Diablo GTR (Lamborghini 6.0 l V12)           | P      | 10                |
| 32  | Dieter Quester         | Dart Racing                | Ferrari 550 Millennio (Ferrari 6.0 l V12)                | P      | 8–10              |
| 32  | Luca Riccitelli        | Dart Racing                | Ferrari 550 Millennio (Ferrari 6.0 l V12)                | P      | 8–10              |
| 34  | Arjan van der Zwaan    | Zwaan's Racing             | Chrysler Viper GTS-R (Chrysler 8.0 l V10)                | D      | 10                |
| 34  | Rob van der Zwaan      | Zwaan's Racing             | Chrysler Viper GTS-R (Chrysler 8.0 l V10)                | D      | 10                |

### N-GT-Starterfeld
| Nr. | Fahrer                    | Team                       | Fahrzeug (Motor)                                                                    | Reifen | Rennwochenende   |
| --- | ------------------------- | -------------------------- | ----------------------------------------------------------------------------------- | ------ | ---------------- |
| 50  | Christian Pescatori       | JMB Racing                 | Ferrari 360 Modena N-GT (Ferrari 3.6 l V8)                                          | P      | alle             |
| 50  | Andrea Montermini         | JMB Racing                 | Ferrari 360 Modena N-GT (Ferrari 3.6 l V8)                                          | P      | 1–7              |
| 50  | Andrea Bertolini          | JMB Racing                 | Ferrari 360 Modena N-GT (Ferrari 3.6 l V8)                                          | P      | 7–10             |
| 50  | Andrea Garbagnati         | JMB Racing                 | Ferrari 360 Modena N-GT (Ferrari 3.6 l V8)                                          | P      | 7                |
| 51  | Andrea Garbagnati         | JMB Racing                 | Ferrari 360 Modena N-GT (Ferrari 3.6 l V8)                                          | P      | 1–6, 10          |
| 51  | Andrea Bertolini          | JMB Racing                 | Ferrari 360 Modena N-GT (Ferrari 3.6 l V8)                                          | P      | 1–6              |
| 51  | Iradj Alexander           | JMB Racing                 | Ferrari 360 Modena N-GT (Ferrari 3.6 l V8)                                          | P      | 7–9              |
| 51  | Peter Kutemann            | JMB Racing                 | Ferrari 360 Modena N-GT (Ferrari 3.6 l V8)                                          | P      | 7                |
| 51  | Geoffroy Herion           | JMB Racing                 | Ferrari 360 Modena N-GT (Ferrari 3.6 l V8)                                          | P      | 7                |
| 51  | Stephen Earle             | JMB Racing                 | Ferrari 360 Modena N-GT (Ferrari 3.6 l V8)                                          | P      | 7                |
| 51  | Andrea Montermini         | JMB Racing                 | Ferrari 360 Modena N-GT (Ferrari 3.6 l V8)                                          | P      | 8–10             |
| 52  | Pietro Gianni             | JMB Competition            | Ferrari 360 Modena N-GT (Ferrari 3.6 l V8)                                          | P      | 1, 2, 4–6, 8–10  |
| 52  | Gianluca Giraudi          | JMB Competition            | Ferrari 360 Modena N-GT (Ferrari 3.6 l V8)                                          | P      | 1, 2, 4          |
| 52  | Tony Ring                 | JMB Competition            | Ferrari 360 Modena N-GT (Ferrari 3.6 l V8)                                          | P      | 5                |
| 52  | Jean-Philippe Belloc      | JMB Competition            | Ferrari 360 Modena N-GT (Ferrari 3.6 l V8)                                          | P      | 6                |
| 52  | Ludovico Manfredi         | JMB Competition            | Ferrari 360 Modena N-GT (Ferrari 3.6 l V8)                                          | P      | 7                |
| 52  | Batti Pregliasco          | JMB Competition            | Ferrari 360 Modena N-GT (Ferrari 3.6 l V8)                                          | P      | 7                |
| 52  | Andrea Garbagnati         | JMB Competition            | Ferrari 360 Modena N-GT (Ferrari 3.6 l V8)                                          | P      | 8, 9             |
| 52  | Iradj Alexander           | JMB Competition            | Ferrari 360 Modena N-GT (Ferrari 3.6 l V8)                                          | P      | 10               |
| 53  | Batti Pregliasco          | JMB Competition            | Ferrari 360 Modena N-GT (Ferrari 3.6 l V8)                                          | P      | 1–4, 6, 8–10     |
| 53  | Iradj Alexander           | JMB Competition            | Ferrari 360 Modena N-GT (Ferrari 3.6 l V8)                                          | P      | 1, 2, 4–6        |
| 53  | Peter Kutemann            | JMB Competition            | Ferrari 360 Modena N-GT (Ferrari 3.6 l V8)                                          | P      | 1, 5, 6, 8, 9    |
| 53  | Marco Lambertini          | JMB Competition            | Ferrari 360 Modena N-GT (Ferrari 3.6 l V8)                                          | P      | 2–4              |
| 53  | Jean-Pierre Malcher       | JMB Competition            | Ferrari 360 Modena N-GT (Ferrari 3.6 l V8)                                          | P      | 10               |
| 54  | Stéphane Ortelli          | Freisinger Motorsport      | Porsche 911 GT3-RS (Porsche 3.6 l Flat-6)                                           | D      | alle             |
| 54  | Ni Amorim                 | Freisinger Motorsport      | Porsche 911 GT3-RS (Porsche 3.6 l Flat-6)                                           | D      | 1, 2             |
| 54  | Marc Lieb                 | Freisinger Motorsport      | Porsche 911 GT3-RS (Porsche 3.6 l Flat-6)                                           | D      | 3, 8             |
| 54  | Sascha Maassen            | Freisinger Motorsport      | Porsche 911 GT3-RS (Porsche 3.6 l Flat-6)                                           | D      | 4, 6, 10         |
| 54  | Emmanuel Collard          | Freisinger Motorsport      | Porsche 911 GT3-RS (Porsche 3.6 l Flat-6)                                           | D      | 5, 7             |
| 54  | Romain Dumas              | Freisinger Motorsport      | Porsche 911 GT3-RS (Porsche 3.6 l Flat-6)                                           | D      | 7, 9             |
| 55  | Stéphane Daoudi           | Freisinger Motorsport      | Porsche 911 GT3-RS (Porsche 3.6 l Flat-6)                                           | D      | 1–6, 8–10        |
| 55  | Jirko Malchárek           | Freisinger Motorsport      | Porsche 911 GT3-RS (Porsche 3.6 l Flat-6)                                           | D      | 1                |
| 55  | Bert Longin               | Freisinger Motorsport      | Porsche 911 GT3-RS (Porsche 3.6 l Flat-6)                                           | D      | 2–7, 10          |
| 55  | Marc Lieb                 | Freisinger Motorsport      | Porsche 911 GT3-RS (Porsche 3.6 l Flat-6)                                           | D      | 7                |
| 55  | André Lotterer            | Freisinger Motorsport      | Porsche 911 GT3-RS (Porsche 3.6 l Flat-6)                                           | D      | 7                |
| 55  | Georges Forgeois          | Freisinger Motorsport      | Porsche 911 GT3-RS (Porsche 3.6 l Flat-6)                                           | D      | 7                |
| 55  | Cyrille Sauvage           | Freisinger Motorsport      | Porsche 911 GT3-RS (Porsche 3.6 l Flat-6)                                           | D      | 8, 9             |
| 56  | Steve O’Rourke            | EMKA Racing                | Porsche 911 GT3-R (Porsche 3.6 l Flat-6)                                            | D      | 9                |
| 56  | Robin Liddell             | EMKA Racing                | Porsche 911 GT3-R (Porsche 3.6 l Flat-6)                                            | D      | 9                |
| 58  | Toto Wolff                | Autorlando Sport           | Porsche 911 GT3-RS (Porsche 3.6 l Flat-6)                                           | P      | 1–6, 8–10        |
| 58  | Philipp Peter             | Autorlando Sport           | Porsche 911 GT3-RS (Porsche 3.6 l Flat-6)                                           | P      | 1, 3, 4, 6, 8–10 |
| 58  | Johnny Mowlem             | Autorlando Sport           | Porsche 911 GT3-RS (Porsche 3.6 l Flat-6)                                           | P      | 2                |
| 58  | Walter Lechner Jr.        | Autorlando Sport           | Porsche 911 GT3-RS (Porsche 3.6 l Flat-6)                                           | P      | 5                |
| 58  | Ulrich Schumacher         | Autorlando Sport           | Porsche 911 GT3-RS (Porsche 3.6 l Flat-6)                                           | P      | 7                |
| 58  | Udo Schneider             | Autorlando Sport           | Porsche 911 GT3-RS (Porsche 3.6 l Flat-6)                                           | P      | 7                |
| 58  | Stefan Jentzsch           | Autorlando Sport           | Porsche 911 GT3-RS (Porsche 3.6 l Flat-6)                                           | P      | 7                |
| 58  | Andreas von Zitzewitz     | Autorlando Sport           | Porsche 911 GT3-RS (Porsche 3.6 l Flat-6)                                           | P      | 7                |
| 59  | Luca Rangoni              | Autorlando Sport           | Porsche 911 GT3-RS (Porsche 3.6 l Flat-6)                                           | P      | 4                |
| 59  | Joël Camathias            | Autorlando Sport           | Porsche 911 GT3-RS (Porsche 3.6 l Flat-6)                                           | P      | 4                |
| 60  | Ian Khan                  | JVG Racing                 | Porsche 911 GT3-RS (Porsche 3.6 l Flat-6)                                           | P      | 1–6, 9, 10       |
| 60  | Jürgen von Gartzen        | JVG Racing                 | Porsche 911 GT3-RS (Porsche 3.6 l Flat-6)                                           | P      | 1–6              |
| 60  | Michele Merendino         | JVG Racing                 | Porsche 911 GT3-RS (Porsche 3.6 l Flat-6)                                           | P      | 8                |
| 60  | Francesco Merendino       | JVG Racing                 | Porsche 911 GT3-RS (Porsche 3.6 l Flat-6)                                           | P      | 8                |
| 60  | Johnny Mowlem             | JVG Racing                 | Porsche 911 GT3-RS (Porsche 3.6 l Flat-6)                                           | P      | 9–10             |
| 62  | Raffaele Sangiuolo        | Cirtek Motorsport          | Porsche 911 GT3-R (Porsche 3.6 l Flat-6) Porsche 911 GT3-RS (Porsche 3.6 l Flat-6)  | D      | 1, 4, 6, 7       |
| 62  | Hans Fertl                | Cirtek Motorsport          | Porsche 911 GT3-R (Porsche 3.6 l Flat-6) Porsche 911 GT3-RS (Porsche 3.6 l Flat-6)  | D      | 1                |
| 62  | Jirko Malchárek           | Cirtek Motorsport          | Porsche 911 GT3-R (Porsche 3.6 l Flat-6) Porsche 911 GT3-RS (Porsche 3.6 l Flat-6)  | D      | 2, 3             |
| 62  | Adam Jones                | Cirtek Motorsport          | Porsche 911 GT3-R (Porsche 3.6 l Flat-6) Porsche 911 GT3-RS (Porsche 3.6 l Flat-6)  | D      | 2, 8–10          |
| 62  | Kelvin Burt               | Cirtek Motorsport          | Porsche 911 GT3-R (Porsche 3.6 l Flat-6) Porsche 911 GT3-RS (Porsche 3.6 l Flat-6)  | D      | 3                |
| 62  | Jean-Marc Gounon          | Cirtek Motorsport          | Porsche 911 GT3-R (Porsche 3.6 l Flat-6) Porsche 911 GT3-RS (Porsche 3.6 l Flat-6)  | D      | 4                |
| 62  | John Nielsen              | Cirtek Motorsport          | Porsche 911 GT3-R (Porsche 3.6 l Flat-6) Porsche 911 GT3-RS (Porsche 3.6 l Flat-6)  | D      | 5                |
| 62  | Robin Liddell             | Cirtek Motorsport          | Porsche 911 GT3-R (Porsche 3.6 l Flat-6) Porsche 911 GT3-RS (Porsche 3.6 l Flat-6)  | D      | 5                |
| 62  | Thomas Pichler            | Cirtek Motorsport          | Porsche 911 GT3-R (Porsche 3.6 l Flat-6) Porsche 911 GT3-RS (Porsche 3.6 l Flat-6)  | D      | 6                |
| 62  | Roberto Papini            | Cirtek Motorsport          | Porsche 911 GT3-R (Porsche 3.6 l Flat-6) Porsche 911 GT3-RS (Porsche 3.6 l Flat-6)  | D      | 7                |
| 62  | Leo Van Sande             | Cirtek Motorsport          | Porsche 911 GT3-R (Porsche 3.6 l Flat-6) Porsche 911 GT3-RS (Porsche 3.6 l Flat-6)  | D      | 7                |
| 62  | Tom Zurstrassen           | Cirtek Motorsport          | Porsche 911 GT3-R (Porsche 3.6 l Flat-6) Porsche 911 GT3-RS (Porsche 3.6 l Flat-6)  | D      | 7                |
| 62  | Moreno Soli               | Cirtek Motorsport          | Porsche 911 GT3-R (Porsche 3.6 l Flat-6) Porsche 911 GT3-RS (Porsche 3.6 l Flat-6)  | D      | 8                |
| 62  | Stephen Stokoe            | Cirtek Motorsport          | Porsche 911 GT3-R (Porsche 3.6 l Flat-6) Porsche 911 GT3-RS (Porsche 3.6 l Flat-6)  | D      | 9                |
| 62  | Romain Dumas              | Cirtek Motorsport          | Porsche 911 GT3-R (Porsche 3.6 l Flat-6) Porsche 911 GT3-RS (Porsche 3.6 l Flat-6)  | D      | 10               |
| 64  | Marco Saviozzi            | Cirtek Motorsport          | Porsche 911 GT3-R (Porsche 3.6 l Flat-6) Porsche 911 GT3-RS (Porsche 3.6 l Flat-6)  | D      | 1, 4             |
| 64  | Jean-Luc Blanchemain      | Cirtek Motorsport          | Porsche 911 GT3-R (Porsche 3.6 l Flat-6) Porsche 911 GT3-RS (Porsche 3.6 l Flat-6)  | D      | 1                |
| 64  | Thomas Leriche            | Cirtek Motorsport          | Porsche 911 GT3-R (Porsche 3.6 l Flat-6) Porsche 911 GT3-RS (Porsche 3.6 l Flat-6)  | D      | 1                |
| 64  | Raffaele Sangiuolo        | Cirtek Motorsport          | Porsche 911 GT3-R (Porsche 3.6 l Flat-6) Porsche 911 GT3-RS (Porsche 3.6 l Flat-6)  | D      | 2, 5             |
| 64  | Roberto Papini            | Cirtek Motorsport          | Porsche 911 GT3-R (Porsche 3.6 l Flat-6) Porsche 911 GT3-RS (Porsche 3.6 l Flat-6)  | D      | 2                |
| 64  | Klaus Horn                | Cirtek Motorsport          | Porsche 911 GT3-R (Porsche 3.6 l Flat-6) Porsche 911 GT3-RS (Porsche 3.6 l Flat-6)  | D      | 4                |
| 64  | Tim Lawrence              | Cirtek Motorsport          | Porsche 911 GT3-R (Porsche 3.6 l Flat-6) Porsche 911 GT3-RS (Porsche 3.6 l Flat-6)  | D      | 4                |
| 64  | Thomas Pichler            | Cirtek Motorsport          | Porsche 911 GT3-R (Porsche 3.6 l Flat-6) Porsche 911 GT3-RS (Porsche 3.6 l Flat-6)  | D      | 5                |
| 64  | Manfred Jurasz            | Cirtek Motorsport          | Porsche 911 GT3-R (Porsche 3.6 l Flat-6) Porsche 911 GT3-RS (Porsche 3.6 l Flat-6)  | D      | 7                |
| 64  | Stéphane Daoudi           | Cirtek Motorsport          | Porsche 911 GT3-R (Porsche 3.6 l Flat-6) Porsche 911 GT3-RS (Porsche 3.6 l Flat-6)  | D      | 7                |
| 64  | Julien Piquet             | Cirtek Motorsport          | Porsche 911 GT3-R (Porsche 3.6 l Flat-6) Porsche 911 GT3-RS (Porsche 3.6 l Flat-6)  | D      | 7                |
| 64  | Vic Rice                  | Cirtek Motorsport          | Porsche 911 GT3-R (Porsche 3.6 l Flat-6) Porsche 911 GT3-RS (Porsche 3.6 l Flat-6)  | D      | 7                |
| 64  | Francesco Merendino       | Cirtek Motorsport          | Porsche 911 GT3-R (Porsche 3.6 l Flat-6) Porsche 911 GT3-RS (Porsche 3.6 l Flat-6)  | D      | 9                |
| 64  | Nicolas Poulain           | Cirtek Motorsport          | Porsche 911 GT3-R (Porsche 3.6 l Flat-6) Porsche 911 GT3-RS (Porsche 3.6 l Flat-6)  | D      | 9                |
| 64  | Roger Walters             | Cirtek Motorsport          | Porsche 911 GT3-R (Porsche 3.6 l Flat-6) Porsche 911 GT3-RS (Porsche 3.6 l Flat-6)  | D      | 10               |
| 64  | Pedro Névoa               | Cirtek Motorsport          | Porsche 911 GT3-R (Porsche 3.6 l Flat-6) Porsche 911 GT3-RS (Porsche 3.6 l Flat-6)  | D      | 10               |
| 74  | Jamie Wall                | Cirtek Racing              | Porsche 911 GT3-R (Porsche 3.6 l Flat-6) Porsche 911 GT3-RS (Porsche 3.6 l Flat-6)  | D      | 9, 10            |
| 74  | Peter Cook                | Cirtek Racing              | Porsche 911 GT3-R (Porsche 3.6 l Flat-6) Porsche 911 GT3-RS (Porsche 3.6 l Flat-6)  | D      | 9                |
| 74  | Thomas Bleiner            | Cirtek Racing              | Porsche 911 GT3-R (Porsche 3.6 l Flat-6) Porsche 911 GT3-RS (Porsche 3.6 l Flat-6)  | D      | 10               |
| 63  | Peter van Merksteijn      | System Force Motorsport    | Porsche 911 GT3-RS (Porsche 3.6 l Flat-6)                                           | P      | 1–4, 7           |
| 63  | Phil Bastiaans            | System Force Motorsport    | Porsche 911 GT3-RS (Porsche 3.6 l Flat-6)                                           | P      | 1–4, 7           |
| 63  | Stéphane Vancampenhoudt   | System Force Motorsport    | Porsche 911 GT3-RS (Porsche 3.6 l Flat-6)                                           | P      | 7                |
| 65  | Bart Hayden               | Sebah Automotive           | Porsche 911 GT3-R (Porsche 3.6 l Flat-6)                                            | D      | 2                |
| 65  | Hugh Hayden               | Sebah Automotive           | Porsche 911 GT3-R (Porsche 3.6 l Flat-6)                                            | D      | 2                |
| 66  | Francesco Merendino       | MAC Racing                 | Porsche 911 GT3-R (Porsche 3.6 l Flat-6) Porsche 911 GT3-RS (Porsche 3.6 l Flat-6)  | P      | 2, 4             |
| 66  | Michele Merendino         | MAC Racing                 | Porsche 911 GT3-R (Porsche 3.6 l Flat-6) Porsche 911 GT3-RS (Porsche 3.6 l Flat-6)  | P      | 2, 4             |
| 66  | Fabio Venier              | MAC Racing                 | Porsche 911 GT3-R (Porsche 3.6 l Flat-6) Porsche 911 GT3-RS (Porsche 3.6 l Flat-6)  | P      | 6                |
| 66  | Moreno Soli               | MAC Racing                 | Porsche 911 GT3-R (Porsche 3.6 l Flat-6) Porsche 911 GT3-RS (Porsche 3.6 l Flat-6)  | P      | 6                |
| 66  | Marco Saviozzi            | MAC Racing                 | Porsche 911 GT3-R (Porsche 3.6 l Flat-6) Porsche 911 GT3-RS (Porsche 3.6 l Flat-6)  | P      | 7                |
| 66  | Pierre Bes                | MAC Racing                 | Porsche 911 GT3-R (Porsche 3.6 l Flat-6) Porsche 911 GT3-RS (Porsche 3.6 l Flat-6)  | P      | 7                |
| 66  | Emmanuel Moinel Delalande | MAC Racing                 | Porsche 911 GT3-R (Porsche 3.6 l Flat-6) Porsche 911 GT3-RS (Porsche 3.6 l Flat-6)  | P      | 7                |
| 66  | Didier Moinel Delalande   | MAC Racing                 | Porsche 911 GT3-R (Porsche 3.6 l Flat-6) Porsche 911 GT3-RS (Porsche 3.6 l Flat-6)  | P      | 7                |
| 66  | Raffaele Sangiuolo        | MAC Racing                 | Porsche 911 GT3-R (Porsche 3.6 l Flat-6) Porsche 911 GT3-RS (Porsche 3.6 l Flat-6)  | P      | 8                |
| 66  | Thomas Pichler            | MAC Racing                 | Porsche 911 GT3-R (Porsche 3.6 l Flat-6) Porsche 911 GT3-RS (Porsche 3.6 l Flat-6)  | P      | 8                |
| 70  | Mauro Casadei             | MAC Racing                 | Porsche 911 GT3-R (Porsche 3.6 l Flat-6) Porsche 911 GT3-RS (Porsche 3.6 l Flat-6)  | P      | 4                |
| 70  | Moreno Soli               | MAC Racing                 | Porsche 911 GT3-R (Porsche 3.6 l Flat-6) Porsche 911 GT3-RS (Porsche 3.6 l Flat-6)  | P      | 4                |
| 70  | Francesco Merendino       | MAC Racing                 | Porsche 911 GT3-R (Porsche 3.6 l Flat-6) Porsche 911 GT3-RS (Porsche 3.6 l Flat-6)  | P      | 6                |
| 70  | Michele Merendino         | MAC Racing                 | Porsche 911 GT3-R (Porsche 3.6 l Flat-6) Porsche 911 GT3-RS (Porsche 3.6 l Flat-6)  | P      | 6                |
| 70  | Domenico Guagliardo       | MAC Racing                 | Porsche 911 GT3-R (Porsche 3.6 l Flat-6) Porsche 911 GT3-RS (Porsche 3.6 l Flat-6)  | P      | 8                |
| 70  | Giovanni Ceraulo          | MAC Racing                 | Porsche 911 GT3-R (Porsche 3.6 l Flat-6) Porsche 911 GT3-RS (Porsche 3.6 l Flat-6)  | P      | 8                |
| 67  | Andrej Studenic           | Malchárek Racing           | Porsche 911 GT3-RS (Porsche 3.6 l Flat-6)                                           | D      | 3                |
| 67  | Rudolf Machánek           | Malchárek Racing           | Porsche 911 GT3-RS (Porsche 3.6 l Flat-6)                                           | D      | 3                |
| 68  | Josef Venč                | Sport Team NH Car          | Porsche 911 GT3-RS (Porsche 3.6 l Flat-6)                                           | D      | 3                |
| 68  | Václav Nimč               | Sport Team NH Car          | Porsche 911 GT3-RS (Porsche 3.6 l Flat-6)                                           | D      | 3                |
| 69  | Jan Vonka                 | Vonka Racing               | Porsche 911 GT3-R (Porsche 3.6 l Flat-6)                                            | P      | 3                |
| 69  | Michel Dolák              | Vonka Racing               | Porsche 911 GT3-R (Porsche 3.6 l Flat-6)                                            | P      | 3                |
| 72  | Johan Sturesson           | Podium Racing              | Porsche 911 GT3-RS (Porsche 3.6 l Flat-6)                                           | D      | 5                |
| 72  | Hubert Bergh              | Podium Racing              | Porsche 911 GT3-RS (Porsche 3.6 l Flat-6)                                           | D      | 5                |
| 73  | Marcus Gustavsson         | Podium Racing              | Porsche 911 GT3-RS (Porsche 3.6 l Flat-6)                                           | D      | 5                |
| 73  | Tomas Nyström             | Podium Racing              | Porsche 911 GT3-RS (Porsche 3.6 l Flat-6)                                           | D      | 5                |
| 75  | Pontus Mörth              | Team Eurotech Scandinavian | Porsche 911 GT3-RS (Porsche 3.6 l Flat-6)                                           | D      | 5                |
| 75  | Thomas Faraas             | Team Eurotech Scandinavian | Porsche 911 GT3-RS (Porsche 3.6 l Flat-6)                                           | D      | 5                |
| 76  | Antonio García            | RWS Motorsport             | Porsche 911 GT3-R (Porsche 3.6 l Flat-6)                                            | P      | 4–6, 8, 9        |
| 76  | Hans Fertl                | RWS Motorsport             | Porsche 911 GT3-R (Porsche 3.6 l Flat-6)                                            | P      | 4                |
| 76  | Michele Merendino         | RWS Motorsport             | Porsche 911 GT3-R (Porsche 3.6 l Flat-6)                                            | P      | 5                |
| 76  | Horst Felbermayr Jr.      | RWS Motorsport             | Porsche 911 GT3-R (Porsche 3.6 l Flat-6)                                            | P      | 6, 8, 9          |
| 76  | Philipp Peter             | RWS Motorsport             | Porsche 911 GT3-R (Porsche 3.6 l Flat-6)                                            | P      | 7                |
| 76  | Dieter Quester            | RWS Motorsport             | Porsche 911 GT3-R (Porsche 3.6 l Flat-6)                                            | P      | 7                |
| 76  | Toto Wolff                | RWS Motorsport             | Porsche 911 GT3-R (Porsche 3.6 l Flat-6)                                            | P      | 7                |
| 76  | Luca Riccitelli           | RWS Motorsport             | Porsche 911 GT3-R (Porsche 3.6 l Flat-6)                                            | P      | 7                |
| 76  | Norman Simon              | RWS Motorsport             | Porsche 911 GT3-R (Porsche 3.6 l Flat-6)                                            | P      | 10               |
| 76  | Paul Knapfield            | RWS Motorsport             | Porsche 911 GT3-R (Porsche 3.6 l Flat-6)                                            | P      | 10               |
| 77  | Alexei Wassiljew          | RWS Motorsport             | Porsche 911 GT3-R (Porsche 3.6 l Flat-6)                                            | P      | alle             |
| 77  | Nikolai Fomenko           | RWS Motorsport             | Porsche 911 GT3-R (Porsche 3.6 l Flat-6)                                            | P      | alle             |
| 77  | Jesús Diaz de Villarroel  | RWS Motorsport             | Porsche 911 GT3-R (Porsche 3.6 l Flat-6)                                            | P      | 7                |
| 77  | Antonio García            | RWS Motorsport             | Porsche 911 GT3-R (Porsche 3.6 l Flat-6)                                            | P      | 7                |
| 78  | Luca Drudi                | Seikel Motorsport          | Porsche 911 GT3-RS (Porsche 3.6 l Flat-6)                                           | Y      | 7                |
| 78  | Gabrio Rosa               | Seikel Motorsport          | Porsche 911 GT3-RS (Porsche 3.6 l Flat-6)                                           | Y      | 7                |
| 78  | Andrew Bagnall            | Seikel Motorsport          | Porsche 911 GT3-RS (Porsche 3.6 l Flat-6)                                           | Y      | 7                |
| 78  | Philip Collin             | Seikel Motorsport          | Porsche 911 GT3-RS (Porsche 3.6 l Flat-6)                                           | Y      | 7                |
| 80  | Luc Alphand               | Swiss GT Racing            | Porsche 911 GT3-R (Porsche 3.6 l Flat-6)                                            | D      | 7                |
| 80  | Sylvain Noël              | Swiss GT Racing            | Porsche 911 GT3-R (Porsche 3.6 l Flat-6)                                            | D      | 7                |
| 80  | Christian Lavieille       | Swiss GT Racing            | Porsche 911 GT3-R (Porsche 3.6 l Flat-6)                                            | D      | 7                |
| 80  | Stéphane Echallard        | Swiss GT Racing            | Porsche 911 GT3-R (Porsche 3.6 l Flat-6)                                            | D      | 7                |
| 81  | Alain Corbisier           | Swiss GT Racing            | Porsche 911 GT3-R (Porsche 3.6 l Flat-6)                                            | D      | 7                |
| 81  | Luc Pensis                | Swiss GT Racing            | Porsche 911 GT3-R (Porsche 3.6 l Flat-6)                                            | D      | 7                |
| 81  | Steve Van Bellingen       | Swiss GT Racing            | Porsche 911 GT3-R (Porsche 3.6 l Flat-6)                                            | D      | 7                |
| 82  | Jamie Davies              | Team Veloqx                | Ferrari 360 Modena N-GT (Ferrari 3.6 l V8) Ferrari 360 Modena GT (Ferrari 3.6 l V8) | D      | 9, 10            |
| 82  | Ivan Capelli              | Team Veloqx                | Ferrari 360 Modena N-GT (Ferrari 3.6 l V8) Ferrari 360 Modena GT (Ferrari 3.6 l V8) | D      | 9, 10            |
| 83  | Andrew Kirkaldy           | Team Veloqx                | Ferrari 360 Modena N-GT (Ferrari 3.6 l V8) Ferrari 360 Modena GT (Ferrari 3.6 l V8) | D      | 9, 10            |
| 83  | Tim Sugden                | Team Veloqx                | Ferrari 360 Modena N-GT (Ferrari 3.6 l V8) Ferrari 360 Modena GT (Ferrari 3.6 l V8) | D      | 9, 10            |
| 84  | Franco Bertoli            | Mastercar                  | Ferrari 360 Modena (Ferrari 3.6 l V8)                                               | D      | 8                |
| 84  | Santi Di Fillipis         | Mastercar                  | Ferrari 360 Modena (Ferrari 3.6 l V8)                                               | D      | 8                |
| 84  | Carlo Commis              | Mastercar                  | Ferrari 360 Modena (Ferrari 3.6 l V8)                                               | D      | 8                |
| 88  | Mike Jordan               | Team Eurotech              | Porsche 911 GT3-R (Porsche 3.6 l Flat-6)                                            | D      | 9                |
| 88  | Mark Sumpter              | Team Eurotech              | Porsche 911 GT3-R (Porsche 3.6 l Flat-6)                                            | D      | 9                |
| 89  | David Jones               | Team Eurotech              | Porsche 911 GT3-R (Porsche 3.6 l Flat-6)                                            | D      | 9                |
| 89  | Godfrey Jones             | Team Eurotech              | Porsche 911 GT3-R (Porsche 3.6 l Flat-6)                                            | D      | 9                |

## Rennkalender und Ergebnisse
| Runde | Rennen (Strecke)                                          | Datum         | Pole-Position                                                | Schnellste Runde      | Gesamtsieger                                                      | Fahrzeug                  |
| ----- | --------------------------------------------------------- | ------------- | ------------------------------------------------------------ | --------------------- | ----------------------------------------------------------------- | ------------------------- |
| 1     | 500-km-Rennen von Magny-Cours Magny-Cours                 | 21. April     | Jamie Campbell-Walter Nicolaus Springer                      | Jamie Campbell-Walter | Jamie Campbell-Walter Nicolaus Springer                           | Lister Storm GTM          |
| 2     | 500-km-Rennen von Silverstone Silverstone                 | 5. Mai        | Jamie Campbell-Walter Nicolaus Springer                      | Jamie Campbell-Walter | Fabio Babini Marc Duez                                            | Chrysler Viper GTS-R      |
| 3     | 500-km-Rennen von Brünn Brünn                             | 19. Mai       | Andrea Piccini Jean-Denis Delétraz Tomáš Enge                | Tomáš Enge            | Jamie Campbell-Walter Nicolaus Springer                           | Lister Storm GTM          |
| 4     | 500-km-Rennen von Jarama Jarama                           | 2. Juni       | Jean-Denis Delétraz Andrea Piccini                           | Andrea Piccini        | Jean-Denis Delétraz Andrea Piccini                                | Ferrari 550 GTS Maranello |
| 5     | 500-km-Rennen von Anderstorp Anderstorp                   | 30. Juni      | Jamie Campbell-Walter Nicolaus Springer                      | Andrea Piccini        | Jean-Denis Delétraz Andrea Piccini                                | Ferrari 550 GTS Maranello |
| 6     | 500-km-Rennen von Oschersleben Oschersleben               | 14. Juli      | Jamie Campbell-Walter Nicolaus Springer                      | Jamie Campbell-Walter | Jean-Denis Delétraz Andrea Piccini                                | Ferrari 550 GTS Maranello |
| 7     | 24-Stunden-Rennen von Spa-Francorchamps Spa-Francorchamps | 3. August     | Jean-Denis Delétraz Andrea Piccini Marco Zadra Lilian Bryner | Andrea Piccini        | Christophe Bouchut Sébastien Bourdais Vincent Vosse David Terrien | Chrysler Viper GTS-R      |
| 8     | 500-km-Rennen von Pergusa Pergusa                         | 22. September | Fabrizio Gollin Luca Cappellari                              | Fabrizio Gollin       | Jamie Campbell-Walter Nicolaus Springer                           | Lister Storm GTM          |
| 9     | 500-km-Rennen von Donington Donington                     | 6. Oktober    | Jean-Marc Gounon Enzo Calderari Lilian Bryner                | Jean-Marc Gounon      | Mike Hezemans Anthony Kumpen                                      | Chrysler Viper GTS-R      |
| 10    | 500-km-Rennen von Estoril Estoril                         | 20. Oktober   | Andrea Piccini Jean-Denis Delétraz                           | Andrea Piccini        | Andrea Piccini Jean-Denis Delétraz                                | Ferrari 550 GTS Maranello |

## Meisterschaftsergebnisse

### Punktesystem
Punkte wurden an die ersten 6 klassifizierten Fahrer in folgender Anzahl vergeben:
| Platz  | 1. | 2. | 3. | 4. | 5. | 6. |
| Punkte | 10 | 6  | 4  | 3  | 2  | 1  |

Die Teams erhielten für alle klassifizierten Rennwagen Punkte. Für eine Klassifizierung mussten die Fahrzeuge unter den ersten 6 Plätze fahren und mindestens 75 % der Renndistanz zurücklegen. Beim 24-Stunden-Rennen von Spa-Francorchamps wurden nach 6 und 12 Stunden die halbe Anzahl von Punkten vergeben. Die volle Punktanzahl wurde nach Abschluss der vollen Renndistanz vergeben.

### GT-Fahrerwertung
| Platz | Fahrer                 | MAG | SIL | BRN | JAR | AND | OSC | SPA | PER | DON | EST | Punkte |
| ----- | ---------------------- | --- | --- | --- | --- | --- | --- | --- | --- | --- | --- | ------ |
| 1     | Christophe Bouchut     | 3   | 3   | 2   | 3   | 2   | DNF | 1   | 5   | DNF | 4   | 49     |
| 2     | David Terrien          | 3   | 3   | 2   | 3   | 2   | DNF | 1   | 5   | 5   | DNF | 48     |
| 3     | Jamie Campbell-Walter  | 1   | 4   | 1   | 6   | DNF | 2   | DNF | 1   | 7   | 3   | 46,5   |
| 3     | Nicolaus Springer      | 1   | 4   | 1   | 6   | DNF | 2   | DNF | 1   | 7   | 3   | 46,5   |
| 4     | Andrea Piccini         | 6   | DNF | DNF | 1   | 1   | 1   | DNF | 10  | DNF | 1   | 41     |
| 4     | Jean-Denis Delétraz    | 6   | DNF | DNF | 1   | 1   | 1   | DNF | 10  | DNF | 1   | 41     |
| 5     | Vincent Vosse          | 5   | 3   | 4   | 4   | 6   | 4   | 1   | 8   | DNF | 4   | 39     |
| 6     | Anthony Kumpen         | 2   | DNF | 9   | 2   | 3   | 9   | DNF | 6   | 1   | 2   | 36     |
| 6     | Mike Hezemans          | 2   | DNF | 9   | 2   | 3   | 9   | DNF | 6   | 1   | 2   | 36     |
| 7     | Fabio Babini           | DNF | 1   | 5   | 11  | DNF | 3   | 4   | 3   | 3   | 6   | 33     |
| 8     | Marc Duez              | DNF | 1   | 5   | 11  | DNF | 3   | 4   | 3   | DNF |     | 28     |
| 9     | Fabrizio Gollin        | 4   | 5   | 3   | DNF | 4   | 5   | DNF | 2   | 4   | 13  | 23     |
| 9     | Luca Cappellari        | 4   | 5   | 3   | DNF | 4   | 5   | DNF | 2   | 4   | 13  | 23     |
| 10    | Sébastien Bourdais     |     |     |     |     |     |     | 1   |     |     | DNF | 20     |
| 11    | Carl Rosenblad         | 5   |     | 4   | 4   | 6   | 4   | 3   | 8   | 5   | DNF | 18,5   |
| 12    | Bobby Verdon-Roe       | DNF | 2   | DNF | DNF | DNF | 6   | 2   | 7   | DNF | 11  | 16,5   |
| 13    | Boris Derichebourg     |     |     |     |     |     |     | 4   | 4   |     |     | 11     |
| 14    | Paul Belmondo          | 7   | 6   | 6   | 5   | 7   | 7   | 5   | 4   |     | DNF | 10,5   |
| 15    | Enzo Calderari         | DNF | 10  | DNF | DNF | 5   |     | DNF | 9   | 2   | 5   | 10     |
| 15    | Lilian Bryner          | DNF | 10  | DNF | DNF | 5   |     | DNF | 9   | 2   | 5   | 10     |
| 16    | Miguel Ángel de Castro |     |     |     |     |     |     | 2   | 7   |     |     | 9,5    |
| 17    | Justin Law             |     |     |     |     |     |     | 2   |     |     |     | 9,5    |
| 17    | David Sterckx          |     |     |     |     |     |     | 2   |     |     |     | 9,5    |
| 18    | Jean-Marc Gounon       |     |     |     |     |     |     |     | 9   | 2   | 5   | 8      |
| 19    | Paul Knapfield         | DNF | 2   | DNF | DNF | DNF | 6   |     |     |     |     | 7      |
| 20    | Claude-Yves Gosselin   | 7   | 6   |     | 5   | 7   | 7   | 5   |     | DNF | DNF | 6,5    |
| 21    | Ni Amorim              |     |     |     |     |     |     |     |     | 3   | 6   | 5      |
| 22    | Jean-Luc Chéreau       |     |     |     |     |     |     | 3   |     |     |     | 4,5    |
| 22    | Jean-Cluade Lagniez    |     |     |     |     |     |     | 3   |     |     |     | 4,5    |
| 22    | Didier Defourny        |     |     |     |     |     |     | 3   |     |     |     | 4,5    |
| 23    | Ryō Fukuda             |     |     |     |     |     |     | 5   |     |     |     | 3,5    |
| 24    | Thierry Tassin         |     |     |     |     |     |     | DNF |     |     |     | 3      |
| 25    | Andy Wallace           |     |     |     |     |     |     | DNF |     |     |     | 2,5    |
| 25    | Eric van de Poele      |     |     |     |     |     |     | DNF |     |     |     | 2,5    |
| 26    | Gerold Ried            | 8   | DNF | 7   | 10  | 11  | 8   | DNF | DNF | 6   | 12  | 1      |
| 27    | Mauro Casadei          | 8   |     | 7   |     |     |     |     |     | 6   |     | 1      |
| 28    | Christian Ried         |     |     |     | 10  | 11  | 8   | DNF | DNF | 6   | 12  | 1      |
| 29    | Robert Dierick         |     |     | 6   |     |     |     |     |     |     |     | 1      |
| Platz | Fahrer                 | MAG | SIL | BRN | JAR | AND | OSC | SPA | PER | DON | EST | Punkte |

| Legende  | Legende            | Legende                                                          |
| Farbe    | Abkürzung          | Bedeutung                                                        |
| -------- | ------------------ | ---------------------------------------------------------------- |
| Gold     | –                  | Sieg                                                             |
| Silber   | –                  | 2. Platz                                                         |
| Bronze   | –                  | 3. Platz                                                         |
| Grün     | –                  | Platzierung in den Punkten                                       |
| Blau     | –                  | Klassifiziert außerhalb der Punkteränge                          |
| Violett  | DNF                | Rennen nicht beendet (did not finish)                            |
| Violett  | NC                 | nicht klassifiziert (not classified)                             |
| Rot      | DNQ                | nicht qualifiziert (did not qualify)                             |
| Rot      | DNPQ               | in Vorqualifikation gescheitert (did not pre-qualify)            |
| Schwarz  | DSQ                | disqualifiziert (disqualified)                                   |
| Weiß     | DNS                | nicht am Start (did not start)                                   |
| Weiß     | WD                 | zurückgezogen (withdrawn)                                        |
| Hellblau | PO                 | nur am Training teilgenommen (practiced only)                    |
| Hellblau | TD                 | Freitags-Testfahrer (test driver)                                |
| ohne     | DNP                | nicht am Training teilgenommen (did not practice)                |
| ohne     | INJ                | verletzt oder krank (injured)                                    |
| ohne     | EX                 | ausgeschlossen (excluded)                                        |
| ohne     | DNA                | nicht erschienen (did not arrive)                                |
| ohne     | C                  | Rennen abgesagt (cancelled)                                      |
| ohne     | keine WM-Teilnahme |                                                                  |
| sonstige | P/fett             | Pole-Position                                                    |
| sonstige | 1/2/3/4/5/6/7/8    | Punktplatzierung im Sprint-/Qualifikationsrennen                 |
| sonstige | SR/kursiv          | Schnellste Rennrunde                                             |
| sonstige | *                  | nicht im Ziel, aufgrund der zurückgelegten Distanz aber gewertet |
| sonstige | ()                 | Streichresultate                                                 |
| sonstige | unterstrichen      | Führender in der Gesamtwertung                                   |

### N-GT-Fahrerwertung
| Platz | Fahrer                    | MAG | SIL | BRN | JAR | AND | OSC | SPA | PER | DON | EST | Punkte |
| ----- | ------------------------- | --- | --- | --- | --- | --- | --- | --- | --- | --- | --- | ------ |
| 1     | Stéphane Ortelli          | DSQ | 7   | 1   | 1   | 1   | DNF | 1   | 1   | 1   | 1   | 80     |
| 2     | Christian Pescatori       | 1   | 1   | 2   | 2   | 4   | 7   | 2   | 4   | 3   | 4   | 55,5   |
| 3     | Andrea Montermini         | 1   | 1   | 2   | 2   | 4   | 7   | 2   | 3   | DNF | 9   | 49,5   |
| 4     | Andrea Bertolini          | 3   | 3   | DNF | 4   | 2   | 3   | 2   | 4   | 3   | 4   | 41,5   |
| 5     | Romain Dumas              |     |     |     |     |     |     | 1   |     | 1   | 2   | 36     |
| 6     | Toto Wolff                | 5   | 2   | 3   | 7   | 3   | 1   | DNF | DNF | 5   | 7   | 31,5   |
| 7     | Andrea Garbagnati         | 3   | 3   | DNF | 4   | 2   | 3   | 2   | 8   | DNF | 9   | 31,5   |
| 8     | Emmanuel Collard          |     |     |     |     | 1   |     | 1   |     |     |     | 30     |
| 9     | Marc Lieb                 |     |     | 1   |     |     |     | 3   | 1   |     |     | 29     |
| 10    | Philipp Peter             | 5   |     | 3   | 7   |     | 1   | DNF | DNF | 5   | 7   | 21,5   |
| 11    | Sascha Maassen            |     |     |     | 1   |     | DNF |     |     |     | 1   | 20     |
| 12    | Ian Khan                  | 2   | 4   | 4   | 6   | DNF | 6   |     |     | 4   | 5   | 19     |
| 13    | Antonio García            |     |     |     | 3   | 14  | 2   | 8   | 5   | 2   |     | 18     |
| 14    | Stéphane Daoudi           | 7   | 5   | 9   | 5   | 10  | 4   | 4   | 2   | DNF | 6   | 17,5   |
| 15    | Bert Longin               |     | 5   | 9   | 5   | 10  | 4   | 3   |     |     | 6   | 17     |
| 16    | Horst Felbermayr Jr.      |     |     |     |     |     | 2   |     | 5   | 2   |     | 14     |
| 17    | Jürgen von Gartzen        | 2   | 4   | 4   | 6   | DNF | 6   |     |     |     |     | 14     |
| 18    | Johnny Mowlem             |     | 2   |     |     |     |     |     |     | 4   | 5   | 11     |
| 19    | André Lotterer            |     |     |     |     |     |     | 3   |     |     |     | 9      |
| 19    | Georges Forgeois          |     |     |     |     |     |     | 3   |     |     |     | 9      |
| 20    | Adam Jones                |     | DNF |     |     |     |     |     | 6   | 9   | 2   | 7      |
| 21    | Cyrille Sauvage           |     |     |     |     |     |     |     | 2   | DNF |     | 6      |
| 22    | Iradj Alexander           | 6   | 6   |     | 12  | 12  | 8   | DNF | 3   | DNF | DNF | 5      |
| 23    | Hans Fertl                | DNF |     |     | 3   |     |     |     |     |     |     | 4      |
| 23    | Tim Sugden                |     |     |     |     |     |     |     |     | DNF | 3   | 4      |
| 23    | Andrew Kirkaldy           |     |     |     |     |     |     |     |     | DNF | 3   | 4      |
| 24    | Walter Lechner Jr.        |     |     |     |     | 3   |     |     |     |     |     | 4      |
| 25    | Vic Rice                  |     |     |     |     |     |     | 4   |     |     |     | 3,5    |
| 25    | Julien Piguet             |     |     |     |     |     |     | 4   |     |     |     | 3,5    |
| 25    | Manfred Jurasz            |     |     |     |     |     |     | 4   |     |     |     | 3,5    |
| 26    | Pietro Gianni             | 4   | DNS |     | DNF | 13  | DNF |     | 8   | DNF | DNF | 3      |
| 27    | Gianluca Giraudi          | 4   | DNS |     | DNF |     |     |     |     |     |     | 3      |
| 28    | Batti Pregliasco          | 6   | 6   | 5   | 12  |     | 8   | DNF | 9   | 7   | DNS | 3      |
| 29    | Marco Lambertini          |     | 6   | 5   | 12  |     |     |     |     |     |     | 3      |
| 30    | Raffaele Sangioulo        | DNF | DNF |     | DNF | 6   | 5   | DNF | DNF |     |     | 3      |
| 30    | Thomas Pichler            |     |     |     |     | 6   | 5   |     | DNF |     |     | 3      |
| 31    | Peter van Merksteijn      | 9   | DSQ | 6   | 10  |     |     | DNF |     |     |     | 3      |
| 31    | Phil Bastiaans            | 9   | DSQ | 6   | 10  |     |     | DNF |     |     |     | 3      |
| 32    | Luca Drudi                |     |     |     |     |     |     | 5   |     |     |     | 2,5    |
| 32    | Gabrio Rosa               |     |     |     |     |     |     | 5   |     |     |     | 2,5    |
| 32    | Andrew Bagnall            |     |     |     |     |     |     | 5   |     |     |     | 2,5    |
| 32    | Philip Collin             |     |     |     |     |     |     | 5   |     |     |     | 2,5    |
| 33    | Robin Liddell             |     |     |     |     | 5   |     |     |     |     |     | 2      |
| 33    | John Nielsen              |     |     |     |     | 5   |     |     |     |     |     | 2      |
| 34    | Stéphane Vancampenhoudt   |     |     |     |     |     |     | DNF |     |     |     | 2      |
| 35    | Peter Kutemann            | 6   |     |     |     | 12  | 8   | DNF | 9   | 7   |     | 1      |
| 36    | Alexei Wassiljew          | 8   | 8   | 8   | DNF | 9   | 9   | 8   | 10  | 6   | DNF | 1      |
| 36    | Nikolai Fomenko           | 8   | 8   | 8   | DNF | 9   | 9   | 8   | 10  | 6   | DNF | 1      |
| 37    | Moreno Soli               |     |     |     | 9   |     | 10  |     |     | 6   |     | 1      |
| 38    | Pierre Bes                |     |     |     |     |     |     | 6   |     |     |     | 1      |
| 38    | Marco Saviozzi            |     |     |     |     |     |     | 6   |     |     |     | 1      |
| 38    | Emmanuel Moinel Delalande |     |     |     |     |     |     | 6   |     |     |     | 1      |
| 38    | Didier Moinel Delalande   |     |     |     |     |     |     | 6   |     |     |     | 1      |
| Platz | Fahrer                    | MAG | SIL | BRN | JAR | AND | OSC | SPA | PER | DON | EST | Punkte |

### GT-Teamwertung
| Platz | Team                       | MAG | SIL | BRN | JAR | AND | OSC | SPA | PER | DON | EST | Punkte |
| ----- | -------------------------- | --- | --- | --- | --- | --- | --- | --- | --- | --- | --- | ------ |
| 1     | Larbre Compétition-Chereau | 3   | 3   | 2   | 3   | 2   | 4   | 1   | 5   | 5   | 4   | 67,5   |
| 1     | Larbre Compétition-Chereau | 5   |     | 4   | 4   | 6   | DNF | 3   | 8   | DNF | DNF | 67,5   |
| 2     | Lister Storm Racing        | 1   | 2   | 1   | 6   | DNF | 2   | 2   | 1   | 7   | 3   | 63     |
| 2     | Lister Storm Racing        | DNF | 4   | DNF | DNF | DNF | 6   | DNF | 7   | DNF | 11  | 63     |
| 3     | Team Carsport Holland      | 2   | 5   | 3   | 2   | 3   | 5   | DNF | 2   | 1   | 2   | 59     |
| 3     | Team Carsport Holland      | 4   | DNF | 9   | DNF | 4   | 9   | DNF | 6   | 4   | 13  | 59     |
| 4     | BMS Scuderia Italia        | 6   | 10  | DNF | 1   | 1   | 1   | DNF | 9   | 2   | 1   | 51     |
| 4     | BMS Scuderia Italia        | DNF | DNF | DNF | DNF | 5   |     | DNF | 10  | DNF | 5   | 51     |
| 5     | Paul Belmondo Racing       | 7   | 1   | 5   | 5   | 7   | 3   | 4   | 3   | 3   | 6   | 43,5   |
| 5     | Paul Belmondo Racing       | DNF | 6   | 6   | 11  | DNF | 7   | 5   | 4   | DNF | DNF | 43,5   |
| 6     | Proton Competition         | 8   | DNF | 7   | 9   | 11  | 8   | DNF | DNF | 6   | 12  | 1      |
| 6     | Proton Competition         | DNF |     | NC  | 10  |     | DNF |     | DNF |     | DNF | 1      |
| 7     | Alda Motorsport            | 9   |     | 8   |     |     |     |     |     |     |     | 0      |
| 7     | Team ART                   | DNF | 8   | DNF | 8   | 8   |     |     |     | DNF | 7   | 0      |
| 7     | RWS Motorsport             | DNF | 7   | 10  |     |     |     |     |     |     |     | 0      |
| 7     | Force One Racing           | DNS | 11  | DNS | DNF |     | DNF | DNF |     | DNF | 10  | 0      |
| 7     | Cirtek Motorsport          |     | 9   |     |     |     |     |     |     |     |     | 0      |
| 7     | PSI Motorsport             |     | 12  |     | 7   | 9   |     | DNF |     |     |     | 0      |
| 7     | DDO                        |     |     |     | DNF |     |     |     |     |     |     | 0      |
| 7     | JPS Porsche Racing Team    |     |     |     |     | 10  |     |     |     |     |     | 0      |
| 7     | Henrik Roos Team           |     |     |     |     | DNF |     |     |     | 8   |     | 0      |
| 7     | Reiter Engineering         |     |     |     |     |     |     |     | DNF |     | 9   | 0      |
| 7     | Dart Racing                |     |     |     |     |     |     |     | DNF | DNF | DNF | 0      |
| 7     | Zwaan's Racing             |     |     |     |     |     |     |     |     |     | 8   | 0      |
| Platz | Team                       | MAG | SIL | BRN | JAR | AND | OSC | SPA | PER | DON | EST | Punkte |

| Legende  | Legende            | Legende                                                          |
| Farbe    | Abkürzung          | Bedeutung                                                        |
| -------- | ------------------ | ---------------------------------------------------------------- |
| Gold     | –                  | Sieg                                                             |
| Silber   | –                  | 2. Platz                                                         |
| Bronze   | –                  | 3. Platz                                                         |
| Grün     | –                  | Platzierung in den Punkten                                       |
| Blau     | –                  | Klassifiziert außerhalb der Punkteränge                          |
| Violett  | DNF                | Rennen nicht beendet (did not finish)                            |
| Violett  | NC                 | nicht klassifiziert (not classified)                             |
| Rot      | DNQ                | nicht qualifiziert (did not qualify)                             |
| Rot      | DNPQ               | in Vorqualifikation gescheitert (did not pre-qualify)            |
| Schwarz  | DSQ                | disqualifiziert (disqualified)                                   |
| Weiß     | DNS                | nicht am Start (did not start)                                   |
| Weiß     | WD                 | zurückgezogen (withdrawn)                                        |
| Hellblau | PO                 | nur am Training teilgenommen (practiced only)                    |
| Hellblau | TD                 | Freitags-Testfahrer (test driver)                                |
| ohne     | DNP                | nicht am Training teilgenommen (did not practice)                |
| ohne     | INJ                | verletzt oder krank (injured)                                    |
| ohne     | EX                 | ausgeschlossen (excluded)                                        |
| ohne     | DNA                | nicht erschienen (did not arrive)                                |
| ohne     | C                  | Rennen abgesagt (cancelled)                                      |
| ohne     | keine WM-Teilnahme |                                                                  |
| sonstige | P/fett             | Pole-Position                                                    |
| sonstige | 1/2/3/4/5/6/7/8    | Punktplatzierung im Sprint-/Qualifikationsrennen                 |
| sonstige | SR/kursiv          | Schnellste Rennrunde                                             |
| sonstige | *                  | nicht im Ziel, aufgrund der zurückgelegten Distanz aber gewertet |
| sonstige | ()                 | Streichresultate                                                 |
| sonstige | unterstrichen      | Führender in der Gesamtwertung                                   |

### N-GT-Teamwertung
| Platz | Team                       | MAG | SIL | BRN | JAR | AND | OSC | SPA | PER | DON | EST | Punkte |
| ----- | -------------------------- | --- | --- | --- | --- | --- | --- | --- | --- | --- | --- | ------ |
| 1     | Freisinger Motorsport      | 7   | 5   | 1   | 1   | 1   | 4   | 1   | 1   | 1   | 1   | 103    |
| 1     | Freisinger Motorsport      | DSQ | 7   | 9   | 5   | 10  | DNF | 3   | 2   | DNF | 6   | 103    |
| 2     | JMB Racing                 | 1   | 1   | 2   | 2   | 2   | 3   | 2   | 3   | 3   | 4   | 80,5   |
| 2     | JMB Racing                 | 3   | 3   | DNF | 4   | 4   | 7   | DNF | 4   | DNF | 9   | 80,5   |
| 3     | Autorlando Sport           | 5   | 2   | 3   | 7   | 3   | 1   | DNF | DNF | 5   | 7   | 28     |
| 3     | Autorlando Sport           |     | 8   |     |     |     |     |     |     |     |     | 28     |
| 4     | RWS Motorsport             | 8   | 8   | 8   | 3   | 9   | 2   | 8   | 5   | 2   | 8   | 22,5   |
| 4     | RWS Motorsport             |     |     |     | DNF | 14  | 9   | DNF | 10  | 6   | DNF | 22,5   |
| 5     | JVG Racing                 | 2   | 4   | 4   | 6   | DNF | 6   |     | DNF | 4   | 5   | 19     |
| 6     | Cirtek Motorsport          | 10  | DNF | 7   | 11  | 5   | 5   | 4   | 6   | 9   | 2   | 15,5   |
| 6     | Cirtek Motorsport          | DNF | DNF |     | DNF | 6   |     | DNF |     | 11  | 10  | 15,5   |
| 7     | JMB Competition            | 4   | 6   | 5   | 12  | 12  | 8   | DNF | 8   | 7   | DNF | 7      |
| 7     | JMB Competition            | 6   | DNS |     | DNF | 13  | DNF |     | 9   | DNF | DNS | 7      |
| 8     | Team Veloqx                |     |     |     |     |     |     |     |     | 12  | 3   | 4      |
| 8     | Team Veloqx                |     |     |     |     |     |     |     |     | DNF | DNF | 4      |
| 9     | System Force Racing        | 9   | DSQ | 6   | 10  |     |     | DNF |     |     |     | 3      |
| 10    | Seikel Motorsport          |     |     |     |     |     |     | 5   |     |     |     | 2,5    |
| 11    | MAC Racing                 |     | DNF |     | 9   |     | 10  | 6   | 7   |     |     | 1      |
| 11    | MAC Racing                 |     |     |     | DNF |     | 11  |     | DNF |     |     | 1      |
| 12    | Sebah Automotive           |     | DNF |     |     |     |     |     |     |     |     | 0      |
| 12    | Sport Team NH Car          |     |     | 10  |     |     |     |     |     |     |     | 0      |
| 12    | Malchárek Racing           |     |     | 11  |     |     |     |     |     |     |     | 0      |
| 12    | Vonka Racing               |     |     | DNF |     |     |     |     |     |     |     | 0      |
| 12    | Podium Racing              |     |     |     |     | 7   |     |     |     |     |     | 0      |
| 12    | Podium Racing              |     |     | 8   |     |     |     |     |     |     |     | 0      |
| 12    | Team Eurotech Scandinavian |     |     |     |     | 11  |     |     |     |     |     | 0      |
| 12    | Swiss GT Racing            |     |     |     |     |     |     | 7   |     |     |     | 0      |
| 12    | Swiss GT Racing            |     |     |     |     | DNF |     |     |     |     |     | 0      |
| 12    | Mastercar                  |     |     |     |     |     |     |     | 11  |     |     | 0      |
| 12    | Team Eurotech              |     |     |     |     |     |     |     |     | 8   |     | 0      |
| 12    | Team Eurotech              |     |     |     |     |     |     | 10  |     |     |     | 0      |
| 12    | EMKA Racing                |     |     |     |     |     |     |     |     | DNF |     | 0      |
| 12    | Cirtek Racing              |     |     |     |     |     |     |     |     | DNS | DNF | 0      |
| Platz | Team                       | MAG | SIL | BRN | JAR | AND | OSC | SPA | PER | DON | EST | Punkte |